# Synagoga Głogowska we Wrocławiu (ul. Piłsudskiego 38)
Synagoga Głogowska we Wrocławiu – nieistniejąca synagoga terytorialna, która znajdowała się we Wrocławiu, przy ulicy Józefa Piłsudskiego 38.
Synagoga została założona w 1912 roku. Została przeniesiona ze starej siedziby mieszczącej się przy ulicy Świebodzkiej 6. Uczęszczały do niej głównie osoby pochodzące z regionu głogowskiego. Podczas nocy kryształowej z 9 na 10 listopada 1938 roku, bojówki hitlerowskie spaliły synagogę. Po zakończeniu II wojny światowej nie została odbudowana.